# João Bennio
João Bennio Baptista (Manhumirim, 11 de abril de 1927 - Goiânia, 18 de junho de 1984) foi um ator, produtor e diretor brasileiro. 

## Biografia
Filho de Pedro Baptista, professor de latim, e de Maria Vieira de Paiva, professora e diretora de peças teatrais escolares e evangélicas, Bennio trabalhou com diversas profissões antes de chegar ao universo cinematográfico, tendo atuado como bancário, escrivão de polícia, fotógrafo e professor ginasial.
Em 1953, Bennio dirigiu e estreou o monólogo psicodramático intitulado As Mãos de Eurídice, de Pedro Bloch, no Colégio de Pedra Azul. A peça percorreu vários estados, incluindo Minas Gerais, Espírito Santo, Rio de Janeiro, São Paulo e Bahia. Foi através desses caminhos pelo Brasil que João Bennio estreou na sétima arte com o filme Candinho, dirigido por Abílio Pereira de Almeida, em 1954, durante o auge da extinta Companhia Vera Cruz. Este primeiro filme, livre adaptação do curto livro Cândido de Voltaire, Bennio fez um pequeno papel ao lado do Mazzaropi, também em sua estreia como ator.
A peça As Mãos de Eurídice estreou, em Goiânia, no dia 17 de julho de 1955 no salão do antigo Jóquei Clube de Goiás. Em teoria, faria a apresentação e depois seguiria em frente com a turnê, mas acabou se apaixonando por uma moça cujo nome é desconhecido e fez 37 outras apresentações na cidade. Há controvérsias sobre a qualidade da atuação de Bennio na peça, com diferentes fontes emitindo opiniões contraditórias entre si, podendo-se especular somente no dias de hoje.
Por motivo desconhecido, Bennio estava prestes a partir para São Paulo quando foi abordado por jovens pedindo que ele dirigisse uma peça. Sem muito interesse, cobrou um "preço absurdo" (dez mil cruzeiros) a fim de poder seguir com seus planos, mas, para a sua surpresa, teve a proposta aceita. A partir daí, seu vínculo com Goiânia e com as classes artísticas da cidade solidificaram-se e Bennio formou um grupo de teatro amador, Companhia Bennio e Seus Artistas, com o qual encenou múltiplas peças.
Durante o governo de José Feliciano Ferreira, João Bennio, com o apoio do importante escritor goiano Carmo Bernardes e do arquiteto Elder Rocha Lima, conseguiu, junto ao engenheiro Geraldo de Pina, então secretário de Viação e Obras Públicas, autorização para construir o "seu" teatro, o Teatro de Emergência. O teatro foi inaugurado em meados de 1962 e foi demolido em 1969, durante o governo Otávio Lage, sob a alegação que ali se reuniam subversivos. Durante a sua existência, o teatro foi o principal centro cultural de Goiás, acolhendo artistas da música, escultura, poesia, literatura, teatro amador e até de culinária.
João Bennio foi preso político na Penitenciária de Goiás, Cepaigo, durante 23 dias, na cela 16 de 3° andar. Mesmo após ser liberto, teve que responder a vários inquéritos militares e foi ameaçado de prisão se insistisse em continuar seu grupo teatral. A repressão da ditadura militar impossibilitou que Bennio continuasse suas atividades em Goiânia, mudando-se para o Rio de Janeiro em 1966.
Tendo cozinhado desde criança, Bennio possuía a ideia formada de conseguir fazer cinema a partir da arte culinária. Pouco tempo depois de chegar ao Rio de Janeiro, reinaugurou a Sala Cecília Meireles, interpretando um papel importante na peça Ópera de Três Vinténs de Kurt Weill e Bertolt Brecht, dirigida por José Renato. Durante sua morada no Rio de Janeiro, ele continuou ativo nas artes cênicas, mas seu sonho era voltar a trabalhar no cinema.
Em 1967, João Bennio conseguiu financiamento de banqueiro João do Nascimento Pires, que também era seu cunhado, para trabalhar em um filme. Juntos, abriram a Bennio Produções Cinematográficas e, no mesmo ano, sempre apaixonado por Goiás, acabou voltando para o estado do Centro-Oeste onde escreveu uma história centrada em uma de suas grande paixões: o rio Araguaia. O filme, O diabo mora no sangue (1968), que se passa às margens deste rio, foi roteirizado por Ziembinsk e Hugo Brockes e contou com a direção do ator Cecil Thiré, na sua estreia como cineasta. Apesar de ser o primeira longa-metradem de Bennio Produções Cinematográficas, o filme ficou na lista dos dez melhores filmes brasileiros em avaliação feita pela crítica especializada da época e representou o Brasil em 39 países, resultando em grande sucesso financeiro.
Há inclusive uma disputa entre o média-metragem A Fraude (1968), de Jocerlan Melquíades de Jesus, e o longa de Bennio pelo reconhecimento de primeiro filme de ficção de Goiás.
Após as filmagens de O diabo mora no sangue, João Bennio viajou ao Rio de Janeiro para finalizar o filme. Determinado a continuar no universo do cinema, iniciou um projeto baseado no conto A Enxada, de Bernardo Élis. Porém, o escritor já havia cedido o direito de filmagem a outro grupo quando Bennio retornou a Goiânia. Sua próxima empreitada foi produzir e atuar, no Rio de Janeiro, em Tempo de Violência (1969) cujo enredo não o agradava muito, mas pela desejo de contracenar com Tônia Carrero, acabou aceitando. Devido a problemas de financiamento, Bennio acabou tendo que bancar boa parte do filme, mas o lucro de 60%, que caberia ao produtor, nunca foi recebido.
Com o enorme prejuízo de Tempo de Violência, Bennio e seu sócio desentenderam-se e desfizeram a sociedade, mas a Bennio Produções Cinematográficas não cessou suas atividades. tendo cinco produções com um público superior a 500 mil, segundo a Ancine, sendo eles: Ascensão e queda de um paquera (1970), de Victor di Mello, com 990.078 espectadores; O grande gozador (1972), de Victor di Mello, com 526.689 espectadores; Quando as mulheres querem provas (1974), de Victor Di Mello, com 772.692 espectadores; Um varão entre as mulheres (1974), de Victor di Mello, com 685.779 espectadores e O padre que queria pecar (1975), de Lenine Otoni, com 890.450 espectadores.
João Bennio saiu da produtora que co-fundou, entretanto negociou com seu ex-sócio a produção de mais dois filmes. O primeiro foi Simeão, o boêmio (1969), que se passa na cidade histórica de Pirenópolis, e foi um sucesso de público, mas o retorno financeiro não seguiu o mesmo caminho. O segundo filme foi O Azarento, um homem de sorte (1972), que se passa nos municípios goianos de Piracanjuba e Goiânia. Este segundo foi um fracasso de bilheteria.
Seguindo o prejuízo financeiro das suas duas últimas produções, João Bennio voltou aos palcos em Goiânia no Cine Teatro Goiânia que acabou sendo fechado em 1974 para uma grande reforma. Nesse mesmo ano, comprou uma chácara e a transformou num restaurante rústico que se tornou um ponto de encontro de intelectuais, artistas, políticos e da alta sociedade goiana.
Em 1977, tentou novamente filma o conto A enxada, de Bernardo Élis, contratando Grande Otelo e Kleber Macedo. Filmaram por três dias retratando a festa de Trindade, no entanto a produção teve de ser suspendida. Atuou em mais dois filmes feitos em Goiás: O leão do norte (1973), dirigido por Carlos Del Pino, e o filme não finalizado A mulher que comeu o amante (1978), baseado em conto de Bernardo Élis.
Atuou como diretor do Teatro Goiânia por algum tempo em 1982, mas o governo deixou de repassar verbas ao teatro, criando complicações na administração.
João Bennio ficou doente no final de 1983 e faleceu, vítima de câncer, no dia 18 de junho de 1984 em Goiânia. Seu corpo foi velado no Teatro Goiânia. Durante o velório, um grupo formado por Eudaldo Guimarães, Paulo César Abreu, Ellifaz Rodrigues e Beto Leão resolveu imortalizar sua memória, criando o Cineclube João Bennio (CJB).

## Filmografia
| Ano  | Título                        | Participação              |
| ---- | ----------------------------- | ------------------------- |
| 1968 | O diabo mora no sangue        | Ator, produtor            |
| 1969 | Tempo de Violência            | Ator, produtor            |
| 1970 | Simeão, o boêmio              | Ator, diretor             |
| 1973 | O Azarento, um homem de sorte | Ator, diretor, roteirista |
| 1973 | O leão do norte               | Ator                      |